# I Saw the Figure 5 in Gold

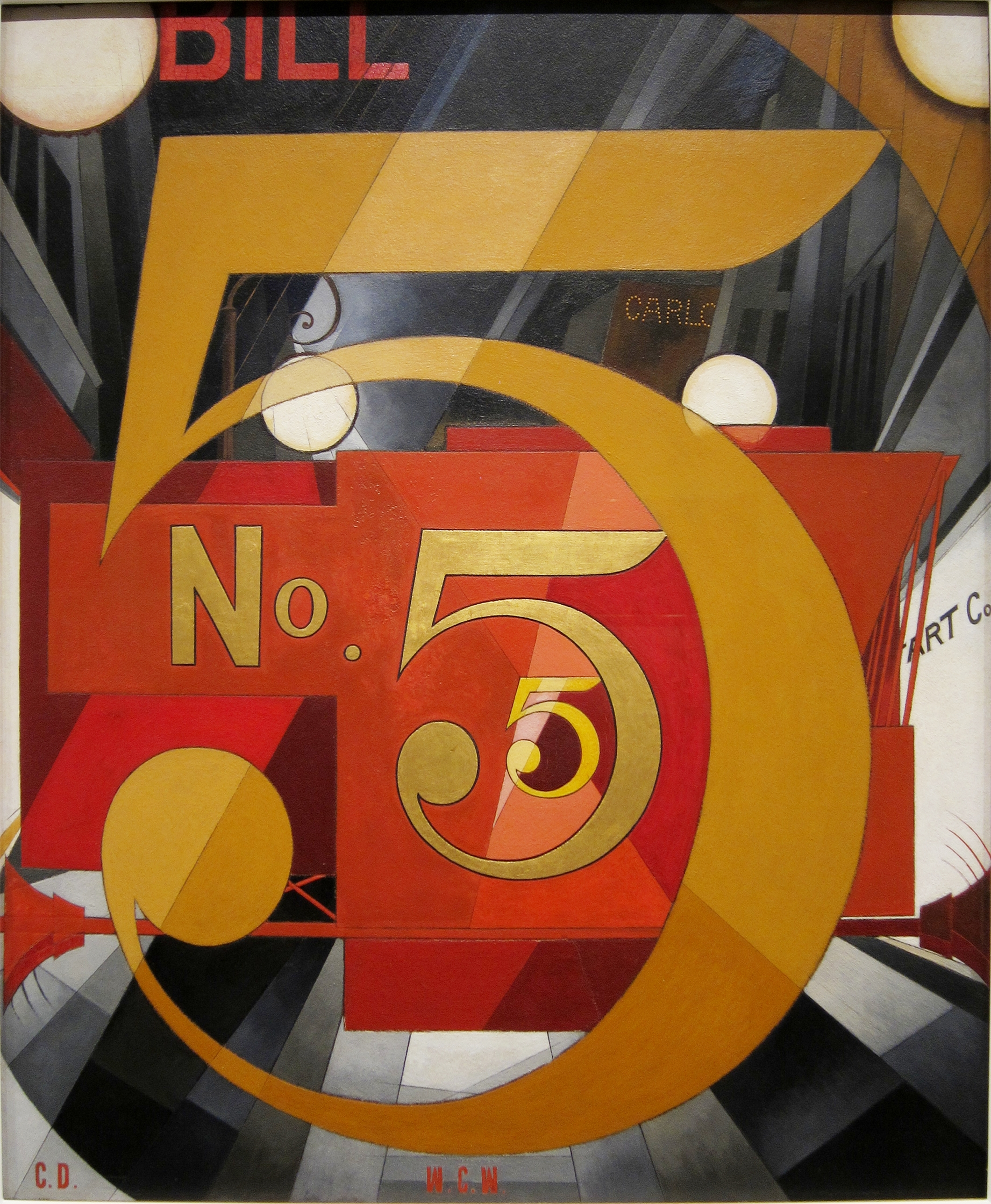
I Saw the Figure 5 in Gold.

I Saw the Figure 5 in Gold (Jag såg siffran 5 i guld), även känd som The Figure 5 in Gold, är en målning från 1928 av den amerikanske konstnären Charles Demuth (1883–1935) Den har beskrivits som en mix mellan futurism och kubism.
Inspiration till målningen fick Demuth av sin vän författaren William Carlos Williams dikt "The Great Figure" från 1920. Williams dikt kom till från upplevelsen av en brandbil som körde förbi honom en kväll, när han var på väg till sin vän konstnären Marsden Hartleys studio. Williams hävdade att han blev så tagen av händelsen, att han tog upp papper och penna ur sin ficka, och skrev dikten direkt där han stod på trottoaren. En strof ur dikten, "I Saw the Figure 5 in Gold", togs av Demuth som namnet på sitt verk.

## Målningen
I det övre högra hörnet finns en båge, ett fragment av en stor siffra fem, upprepat tre gånger i successivt mindre storlek, detta för att skapa ett intryck av att brandbilen rör sig bort från betraktaren. Brandbilen är reducerad till en abstrakt form av röda rektanglar, det finns en antydan till en stege på höger sida, och en hjulaxel längst ner. Ovanför bilen finns gatlampor som flankeras av trottoarer och byggnader i svart och gråa nyanser. Demuth införlivade Williams smeknamn "Bill" överst och "CARLO" i gula prickar som en upplyst skylt. Över botten har Demuth placerat sina initialer "C.D." och "W.C.W.". Tekniken är oljefärg, grafitpigment, bläck och bladguld på pannå, målningen har måtten  90 x 76 cm.

## Charles Demuth
Demuth var känd som en målare i den precisionistiska stilen, och använde sig av rena linjer och geometri i sina bilder. Detta verk är ett i en serie av åtta abstrakta verk, som Demuth målade mellan 1924 och 1929, som hyllningar till sina personliga konstnärs- och författarvänner bland andra William Carlos Williams, Georgia O'Keeffe, och John Marin. Demuth och Williams blev vänner när de under studietiden båda bodde på samma pensionat i Philadelphia. Målningen ställdes först gången ut på Intimate Gallery i New York som "Charles Demuth: Fem målningar" 29 april – 18 maj 1929.  Demuth dog 1935, han testamenterade målningen till Georgia O'Keeffe, som i sin tur 1948 donerade den till The Metropolitan Museum of Art, där den ingår i deras permanenta samlingar. I Saw the Figure 5 in Gold har aldrig varit till salu. 2013 gav US Postal Service ut ett frimärke med verket.